# Польский институт наук и искусств в Америке
Польский институт наук и искусств в Америке (англ. Polish Institute of Arts and Sciences of America, пол. Polski Instytut Naukowy w Ameryce) — польско-американский научный институт, основанный в 1942 году в Нью-Йорке.

## Миссия и деятельность
Миссия института заключается в продвижении знаний о Польше и польско-американском сообществе в США, оказании помощи студентам, учёным и творческим работникам в их деятельности.
Институт собирает и обрабатывает архивные материалы, связанные с польско-американскими отношениями, являясь центром исследований, документации и информации; организует ежегодные научные конференции, лекции, симпозиумы, семинары, авторские вечера, выставки и специальные программы для своих членов и широкой общественности; служит связующим звеном между американскими и польскими академическими кругами.
Институт регулярно, с 1956 года, публикует ежеквартальный научный журнал «Польское обозрение» (англ. The Polish Review), с информацией о польских событиях, книгах, монографиях и библиографиях.
В структуре Института действует специализированная Мемориальная библиотека имени Альфреда Юржиковского — польского мецената и общественного деятеля, содержащая более 35 тысяч томов.
В 1995 году Институтом, в честь известных членов-основателей, утверждены премии для выдающихся учёных за их научные достижения, в том числе: в области истории — Премия имени Оскара Галецкого, социологии — Премия имени Бронислава Малиновского, естествознания — Премия имени Казимежа Функа, прикладных наук — Премия имени Тадеуша Сендзимира, гуманитарных наук — Премия имени Вацлава Ледницкого. Кроме того, в 2007 году была учреждена Специальная премия имени Людвика Кржижановского. Премии и почётные дипломы вручаются на торжественной церемонии награждения.
Институт активно сотрудничает с крупнейшими польскими академическими и образовательными учреждениями, в том числе с Польской Академией наук, Польской академией знаний, Национальной библиотекой, Генеральной дирекцией государственных архивов Польши, Фондом польской науки; оказывает консультационные и организационные услуги при проведении конференций и других мероприятий.
Президентом Фонда является доктор наук Роберт Блобаум из Университета Западной Виргинии.